# 류기석

류기석 또는 유기석(柳基石, 1905~1980)은 중국에서 활동한 무정부주의자 출신 독립운동가이다.

## 개요
류기석은 재중국 한국인 아나키스트들의 민족해방운동을 이론적으로 이끌었을 뿐 아니라 실제로 테러활동에 참가하면서 재중국 한국인 아나키스트들의 테러활동을 주도했다. 그리고 1940년대에는 한교전지공작대를 조직해 후방에서 군사활동을 벌였다. 그는 차가운 머리와 뜨거운가슴을 가진 열혈의 아나키스트로서 민족해방을 위해 그 누구보다도 치열하게 투쟁했다. 그럼에도 류기석은 우리에게 잘 알려져 있지 않다. 그것은 그가 해방 이후에도 귀국하지 않고 중국에 그대로 머물렀던 까닭이다.
한국 아나키즘은 이회영과 신채호 등이 개척했으며, 한국 아나키즘을 이론화한 사람은 신채호, 류기석, 류자명, 이홍근 등이다. 하지만 이회영과 신채호가 해방 이전에 일제의 악랄한 수단에 의해 사망한데다가 재중국 한국인 아나키스트운동을 이끌었던 류기석과 류자명이 귀국하지 않으면서 해방 이후 한국 아나키즘은 이정규와 유림, 정화암 등이 주도했다. 일제강점기부터 아나키즘의 본령에서 일탈하는 모습을 보인 이들이 해방 이후 한국 아나키즘을 주도함으로써 한국 아나키즘은 사상적으로 파탄하는 지경에 이르렀다.